# MSQL-JDBC

mSQL-JDBC — JDBC-драйвер Типа 4 с открытым исходным кодом для системы управления базами данных mSQL, написанный Джорджем Рисом. Полностью написан на Java и использует собственные сетевые протоколы mSQL для связи с mSQL. Драйвер соответствует спецификации JDBC в той же степени, что и сама mSQL. Разработка драйвера по существу была прекращена в 1997 году, вследствие чего драйвер не поддерживает работу с версиями mSQL выше 3.0.
В 1997 году mSQL-JDBC был переименован в Soul, но несмотря на это некоторые модули продолжают существовать под прежним названием.